# 格利澤3634b
GJ 3634 b是绕位於長蛇座红矮星GJ 3634运转的一颗超级地球，距離地球約64.5光年。该行星质量约为地球的八倍，在离其行星0.0287天文单位的轨道上两天半绕行一次。发现该行星的团队专门搜寻低质量恒星轨道上的系外行星，后来他们改變策略搜寻可以用凌日法确定的行星，这是他们发现的首颗行星。不过该行星并不凌日。2011年2月8日该行星的发现发表在《天文与天体物理学报》上。

## 發現史
GJ 3634是天文學家選定的超過300顆尋找行星的極低質量恆星其中一顆。天文學家以智利拉西拉天文台的高精度徑向速度行星搜索器連續6年的徑向速度資料發現了其他11顆行星。在前述的發現以後，天文學家重新選取部分目標研究短週期行星，希望以徑向速度法發現行星後能觀測到凌星現象，即行星從地球觀測母恆星視線方向穿越。
對GJ 3634 b的搜尋開始自 HARPS 於2009年3月25日的一次曝光影像開始。結果顯示恆星GJ 3634是以徑向速度法（藉由觀測都卜勒效應的結果量測行星和恆星之間重力作用）尋找系外行星的理想目標，因為恆星的活動不會覆蓋或大幅下降都卜勒效應量測值。該研究也確認GJ 3634不是聯星和快速自轉恆星，這兩個狀況是以凌日法搜尋行星時常見的假陽性訊號。天文學家在之後兩個星期中連續10夜觀測GJ 3634，並且資料分析發現徑向速度的變化，這是系外行星存在的最可能證據。
在搜尋行星期間，天文學家利用史匹哲太空望遠鏡的紅外陣列相機進行觀測以期望觀測到凌星現象，使用該望遠鏡另一個原因是地面望遠鏡難以確認它是否是岩石行星。觀測的結果並未發現到GJ 3634 b的凌星現象，但得知了一些軌道參數，而行星的真實質量是不能只以量測徑向速度得知的。
GJ 3634 b的發現於2011年2月8日在《天文与天体物理学报》上公開。GJ 3634 b是該組天文學家以新方式發現的第一顆系外行星，雖然他們沒能觀測到凌星現象。

## 母恆星
GJ 3634是光譜類型 M 型的紅矮星，代表它是泛紅光的低溫小型恆星。該恆星的質量是太陽的0.45倍，半徑則是太陽的43%。GJ 3634的光度只有太陽的0.020倍，代表它釋放的輻射能量只有太陽的2%。在發現行星的論文中提及該恆星是活動程度中等的恆星。它距離地球19.8秒差距（64.6光年），是距離地球相對較近的恆星。GJ 3634 b是該恆星旁目前唯一確認存在的行星，雖然最初資料分析顯示有另一個狀況不明的亞恆星天體也存在於該恆星旁，並且該天體的軌道週期超過200日，質量大約是海王星的2倍。
該恆星於1987年首次被收入星表，並且在發現它旁邊的行星以前被引用的次數不到5次。它被列入第三版的格利澤－亞賴斯星表，該星表收錄距離地球20秒差距以內的恆星。
GJ 3634的視星等11.95，無法用肉眼觀察。

## 行星特性
屬於超級地球的 GJ 3634 b 質量大約是地球的8.4倍，或木星的2%。它的軌道週期極短，僅有2.64561日，軌道半長軸0.0287天文單位，軌道離心率0.08，接近圓形 。而水星的軌道半長軸0.387天文單位，軌道週期87.97日，軌道離心率0.2056。